# Johannes Smetius

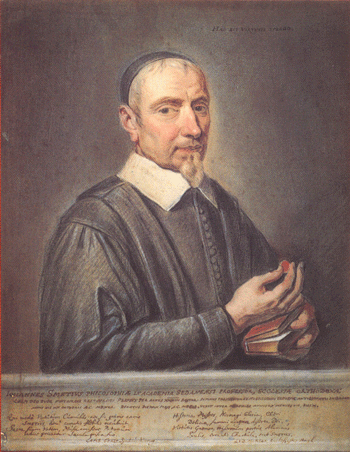
Johannes Smetius
Pastellkopie von Rutger van Langevelt (1669) nach einem älteren Gemälde (ca. 1630–1640)
AO: Museum Het Valkhof, Nijmegen

Johannes Smetius, latinisierte Form von Johannes Smith (* 10. Oktober 1590 in Aachen; † 30. Mai 1651 in Nijmegen), auch Johannes Fabricius genannt, war ein niederländischer Archäologe, Sammler und Prediger in Nijmegen, der besonders für seine Sammlung römischer Altertümer und seine Studien bekannt ist, die ihn zu einem der Pioniere der niederländischen und europäischen Altertumsforschung machten.

## Jugend und Bildung (1590–1617)
Johannes Smith wurde als ältester Sohn des Textilhändlers Johann Smith aus Kettenis und seiner Frau Maria Raets aus Karken geboren. Seine erste formale Bildung erhielt er in Odenkirchen, heute ein Stadtteil von Mönchengladbach. 1605 setzte er diese in Harderwijk bei Johann Isaak Pontanus fort. Von 1608 bis 1611 studierte er in Heidelberg und Genf Philosophie und Theologie. Nach dem Abschluss seines Studiums bereiste er Frankreich und England. 1612 kehrte er nach Aachen zurück und bekleidete ab 1613 das Amt eines protestantischen Predigers in Sittard. Als 1614 Aachen von den Truppen des Ambrosio Spinola besetzt wurde, zog er nach Sédan, wo er ebenfalls als Prediger auftrat und Vorlesungen an der hugenottischen Akademie Sedan besuchte. Ab 1615 übernahm er die Stellvertretung des abwesenden Hochschullehrers für Philosophie, lehnte jedoch eine Berufung an die Akademie von Saumur ab und reiste stattdessen 1617 nach Nimwegen, wo sich seine Eltern in der Zwischenzeit niedergelassen hatten.

## Wirken in Nijmegen (1617–1651)
Ab 1618 verdiente er seinen Lebensunterhalt als Prediger an der Stevenskerk in Nijmegen.
In Nijmegen war er schnell von der römischen Vergangenheit der Stadt und den zahllosen Relikten der alten Stadt Ulpia Noviomagus Batavorum fasziniert. Direkt nach seiner Ankunft begann er, römische Altertümer zu sammeln. In den 1720er Jahren kamen in Nijmegen massenhaft Fundamente und Funde aus römischer Zeit an die Oberfläche. Bei den Einwohnern der Stadt hatte sich Smetius' Interesse an den antiken Gegenständen bald herumgesprochen, so dass sie ihm Funde anboten, die bei Ausgrabungen, Straßen- oder Wasserbauarbeiten zu Tage traten. Diese Fülle römischer Artefakte bildete einen wichtigen Grundstein seiner archäologischen Sammlung. In den kommenden Jahrzehnten wendete er eine große Menge seiner Freizeit und finanzieller Mittel auf, um die römischen Hinterlassenschaften zu sammeln und zu studieren. 1626 heiratete er Johanna Bouwens, aus der Ehe gingen sieben Töchter und vier Söhne hervor.
Antiken zu sammeln war zu dieser Zeit durchaus nicht unüblich. Wohlhabende Bürger der Republik der Sieben Vereinigten Provinzen, die auf sich hielten, besaßen eine private Sammlung römischer Altertümer als Statusobjekt. Smetius jedoch baute seine Sammlung aus rein wissenschaftlichem Interesse auf. Seine Auswahl erfolgte weniger aufgrund von Kostbarkeit oder Schönheit der Artefakte, sondern nach ihrem historischen Wert. Damit gilt Smetius in Nijmegen, den Niederlanden und Europa als einer der Pioniere der wissenschaftlichen Archäologie. Er gewann unter Forschern im In- und Ausland einen gewissen Bekanntheitsgrad, öffnete seine Sammlung, die über 10.000 Münzen und über 4.500 andere Artefakte umfasst haben soll, für Besucher, führte ein Gästebuch und korrespondierte mit Gelehrten wie Johannes Gronovius, Nicolaas Heinsius, Constantijn Huygens, Franciscus Junius, Johannes Pontanus und Claudius Salmasius. 1645 publizierte er ein umfangreiches Werk über die römische Vergangenheit Nijmegens.

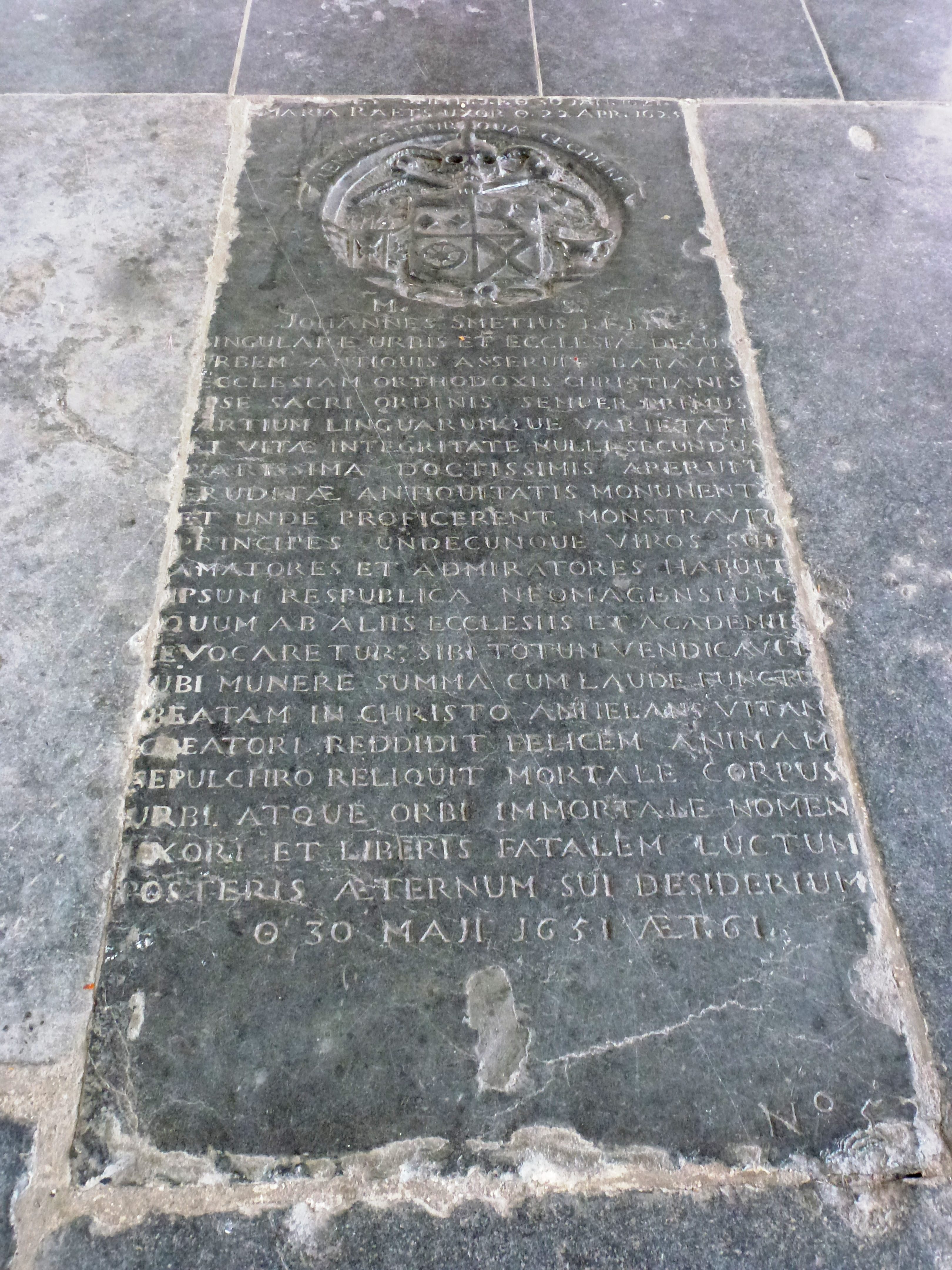
Smetius' Begräbnisplatz in der Stevenskerk

Smetius starb 1651 und wurde in der Stevenskerk bestattet. Einer seiner Söhne, Johannes Smetius der Jüngere (1636–1704), war bereits zu Lebzeiten seines Vaters in dessen Fußstapfen getreten und publizierte postum 1678 dessen zweites großes Werk über das römische Nijmegen. Neben den beiden großen archäologischen Publikationen sind auch einige Gedichte von Smetius überliefert. Die umfangreiche Antikensammlung wurde vom Kurfürsten Johann Wilhelm von der Pfalz erworben und nach Düsseldorf geschafft.
Im heutigen Zentrum der Stadt Nijmegen ist die Smetiusstraat nach ihm benannt worden.

## Schriften
- Oppidum Batavorum seu Noviomagum. Blaeu, Amsterdam 1645 (Digitalisat).[8]
- mit Johannes Smetius dem Jüngeren: Antiquitates Neomagenses Sive Notitia Rarissimarum Rerum Antiquarum. Nijmegen 1678 (Digitalisat).
- Chronyck van de oude Stadt der Batavieren : Waer in (Nevens de Beschryvinge van Nymegen) de eerste oorspronck van dese landen, de achtbaere oudtheydt van dese stadt, de voortreflickheyt van haere Privilegien, en de voornaemste Geschiedenissen van de voorige eeuwen kortelick vertoont worden, Nymegen [1678] (Digitalisat)